# Seznam višjih strokovnih šol v Sloveniji
Seznam višjih strokovnih šol v Sloveniji.
| Šola                                                                                      | Sedež             | Javna/zasebna |
| ----------------------------------------------------------------------------------------- | ----------------- | ------------- |
| Višja strokovna šola za gostinstvo, velnes in turizem Bled                                | Bled              | javna         |
| Ekonomska in trgovska šola Brežice, Višja strokovna šola                                  | Brežice           | javna         |
| ABITURA, Podjetje za izobraževanje, d.o.o., Celje, Višja strokovna šola                   | Celje             | zasebna       |
| Ekonomska šola Celje, Višja strokovna šola                                                | Celje             | javna         |
| Šola za hortikulturo in vizualne umetnosti Celje, Višja strokovna šola                    | Celje             | javna         |
| Šolski center Celje, Višja strokovna šola                                                 | Celje             | javna         |
| MINERVA, inštitut za spodbujanje razvoja osebnosti, OE Višja šola                         | Grosuplje         | zasebna       |
| Izobraževalni center Memory, d.o.o. Višja strokovna šola Koper                            | Koper             | zasebna       |
| EDC - zavod za strokovno izobraževanje, Kranj, Višja strokovna šola                       | Kranj             | zasebna       |
| Šolski center Kranj, Višja strokovna šola                                                 | Kranj             | javna         |
| GRI d.o.o., Višja strokovna šola                                                          | Litija            | zasebna       |
| B&B Izobraževanje in usposabljanje d.o.o., Višja strokovna šola v Ljubljani               | Ljubljana         | zasebna       |
| Biotehniški izobraževalni center Ljubljana                                                | Ljubljana         | javna         |
| B2 d.o.o., Višja strokovna šola Ljubljana                                                 | Ljubljana         | zasebna       |
| Center za poslovno usposabljanje, Višja strokovna šola Ljubljana                          | Ljubljana         | zasebna       |
| EMONA EFEKTA, izobraževanje in svetovanje, d.o.o., Višja strokovna šola                   | Ljubljana         | zasebna       |
| ERUDIO Višja strokovna šola                                                               | Ljubljana         | zasebna       |
| GEA College CVŠ, Družba za višješolsko izobraževanje - Center višjih šol, d.o.o.          | Ljubljana         | zasebna       |
| Inštitut in akademija za multimedije, Višja šola za multimedije                           | Ljubljana         | javna         |
| Izobraževalni center energetskega sistema Višja strokovna šola                            | Ljubljana         | zasebna       |
| Izobraževalni zavod HERA, Višja strokovna šola                                            | Ljubljana         | zasebna       |
| Konservatorij za glasbo in balet Ljubljana, Višja baletna šola                            | Ljubljana         | javna         |
| LEILA, Višja strokovna šola d.o.o.                                                        | Ljubljana         | zasebna       |
| MUCH, izobraževanje, d.o.o. Višja strokovna šola                                          | Ljubljana         | zasebna       |
| PARATUS izobraževanje in svetovanje d.o.o., OE Višja strokovna šola                       | Ljubljana         | zasebna       |
| SKALDENS, zasebni zdravstveni zavod, Višja strokovna šola za ustne higienike              | Ljubljana         | zasebna       |
| Šolski center Ljubljana, Višja strokovna šola                                             | Ljubljana         | javna         |
| Šolski center za pošto, ekonomijo in telekomunikacije Ljubljana, Višja strokovna šola     | Ljubljana         | javna         |
| Višja policijska šola                                                                     | Ljubljana         | javna         |
| Višja strokovna šola za kozmetiko in velnes Ljubljana                                     | Ljubljana         | javna         |
| Višja šola za računovodstvo in finance, Ljubljana                                         | Ljubljana         | javna         |
| ACADEMIA Višja strokovna šola (Višja strokovna šola Academia Maribor)                     | Maribor           | zasebna       |
| DOBA EPIS, d.o.o., Višja strokovna šola                                                   | Maribor           | zasebna       |
| Izobraževalni center Piramida Maribor, Višja strokovna šola                               | Maribor           | javna         |
| Lesarska šola Maribor, Višja strokovna šola                                               | Maribor           | javna         |
| Prometna šola Maribor, Višja prometna šola                                                | Maribor           | javna         |
| Tehniški šolski center Maribor, Višja strokovna šola                                      | Maribor           | javna         |
| Višja strokovna šola za gostinstvo in turizem Maribor                                     | Maribor           | javna         |
| Ekonomska šola Murska Sobota, Višja strokovna šola                                        | Murska Sobota     | javna         |
| Biotehniški center Naklo, Višja strokovna šola                                            | Naklo             | javna         |
| LAMPRET CONSULTING d.o.o. Višja strokovna šola                                            | Nova Gorica       | zasebna       |
| Šolski center Nova Gorica, Višja strokovna šola                                           | Nova Gorica       | javna         |
| Ekonomska šola Novo mesto, Višja strokovna šola                                           | Novo mesto        | javna         |
| Grm Novo mesto - center biotehnike in turizma, Višja strokovna šola                       | Novo mesto        | javna         |
| Šolski center Novo mesto, Višja strokovna šola                                            | Novo mesto        | javna         |
| Šolski center Postojna, Višja strokovna šola                                              | Postojna          | javna         |
| Šolski center Ptuj, Višja strokovna šola                                                  | Ptuj              | javna         |
| Šolski center Ravne na Koroškem, Višja strokovna šola                                     | Ravne na Koroškem | javna         |
| PRAH, izobraževalni center, avtošola in drugo izobraževanje, d.o.o., Višja strokovna šola | Rogaška Slatina   | zasebna       |
| Šolski center Srečka Kosovela Sežana, Višja strokovna šola                                | Sežana            | javna         |
| Šolski center Slovenj Gradec, Višja strokovna šola                                        | Slovenj Gradec    | javna         |
| Šolski center Šentjur, Višja strokovna šola                                               | Šentjur           | javna         |
| Šolski center Škofja Loka, Višja strokovna šola                                           | Škofja Loka       | javna         |
| Šolski center Velenje, Višja strokovna šola                                               | Velenje           | javna         |